# Сіті-Айленд (фільм)
«Сіті-Айленд» (англ. City Island) — американська комедійна драма Реймонда Де Фелітта з Енді Гарсія та Джуліанной Маргуліс у головних ролях. Прем'єра відбулася на кінофестивалі Трайбека в Нью-Йорку 26 квітня 2009 року.

## Сюжет
Божевільна сімейка Ріццо мешкає на тихому й спокійному острівці в Бронксі. У ній, як і у будь-якій іншій, є свої «скелети в шафі». І коли один із цих «скелетів» показується на світ, секрети розкриваються, а життя всіх членів сім'ї різко змінюється. Тільки от в який бік?.. Зворушлива і дотепна комедія про секрети минулого, заплутані у брехні сьогодення. У цьому житті немає ідеальних людей, принаймні, серед тих, кого ти любиш.

## У ролях
| Актор                 | Роль                  |
| --------------------- | --------------------- |
| Енді Гарсія           | Вінс Ріццо            |
| Джуліанна Маргуліс    | Джойс Ріццо           |
| Стівен Стрейт         | Тоні Нарделла         |
| Емілі Мортімер        | Моллі Чарльзворт      |
| Езра Міллер           | Вінсент "Вінні" Ріццо |
| Домінік Гарсія-Лорідо | Вів'єн Ріццо          |
| Алан Аркін            | Майкл Малахов         |

## Саундтрек
1. One Lie Leads to Another — Charles Wright and Watts 103rd St. Rhythm Band
2. Lethargy — John Lusitana
3. Weathering — John Lusitana
4. Living in the Love Life After — Vic Thrill
5. Yeah Boy — Heidi Shink and Caitlin Stansbury
6. Lord Emperor Justice — Heidi Shink and Caitlin Stansbury
7. Heavy Makes You Happy — The Staples Singers
8. Wooster Swing — Raymond De Felitta
9. Carmen from Habanera — Philharmonica Cassovia
10. One Lie Leads to Another — Tony Bennett
11. Carmen from Habanera — The Ramsey Lewis Trio
12. Be What You Are — The Staples Singers

## Знімальна група
- Режисер — Реймонд Де Фелітта.
- Сценарист — Реймонд Де Фелітта.
- Продюсер — Реймонд Де Фелітта, Енді Гарсіа, Захарі Матц, Лорен Версель.
- Композитор — Ян Качмарек.